# ياكوب شتروفه
ياكوب شتروفه (بالألمانية: Jacob Struve)‏ (و. 1755 – 1841 م) هو رياضياتي، وأمين مكتبة ألماني، توفي عن عمر يناهز 86 عاماً.